# Puente de Cenarbe
El puente de Cenarbe o puente de San Juan es un puente ferroviario situado en el término de Villanúa, en Aragón. Mide 357 metros de largo, 20 metros de alto y tiene 28 arcos. Fue inaugurado el 24 de junio de 1916.
Forma parte de la línea internacional Zaragoza-Canfranc-Pau y se encuentra en el kilómetro 12 de la sección entre Jaca y Arañones, entre los túneles 6 y 7 al sur y el 8 al norte.